# باشگاه فوتبال ابینگدون تاون

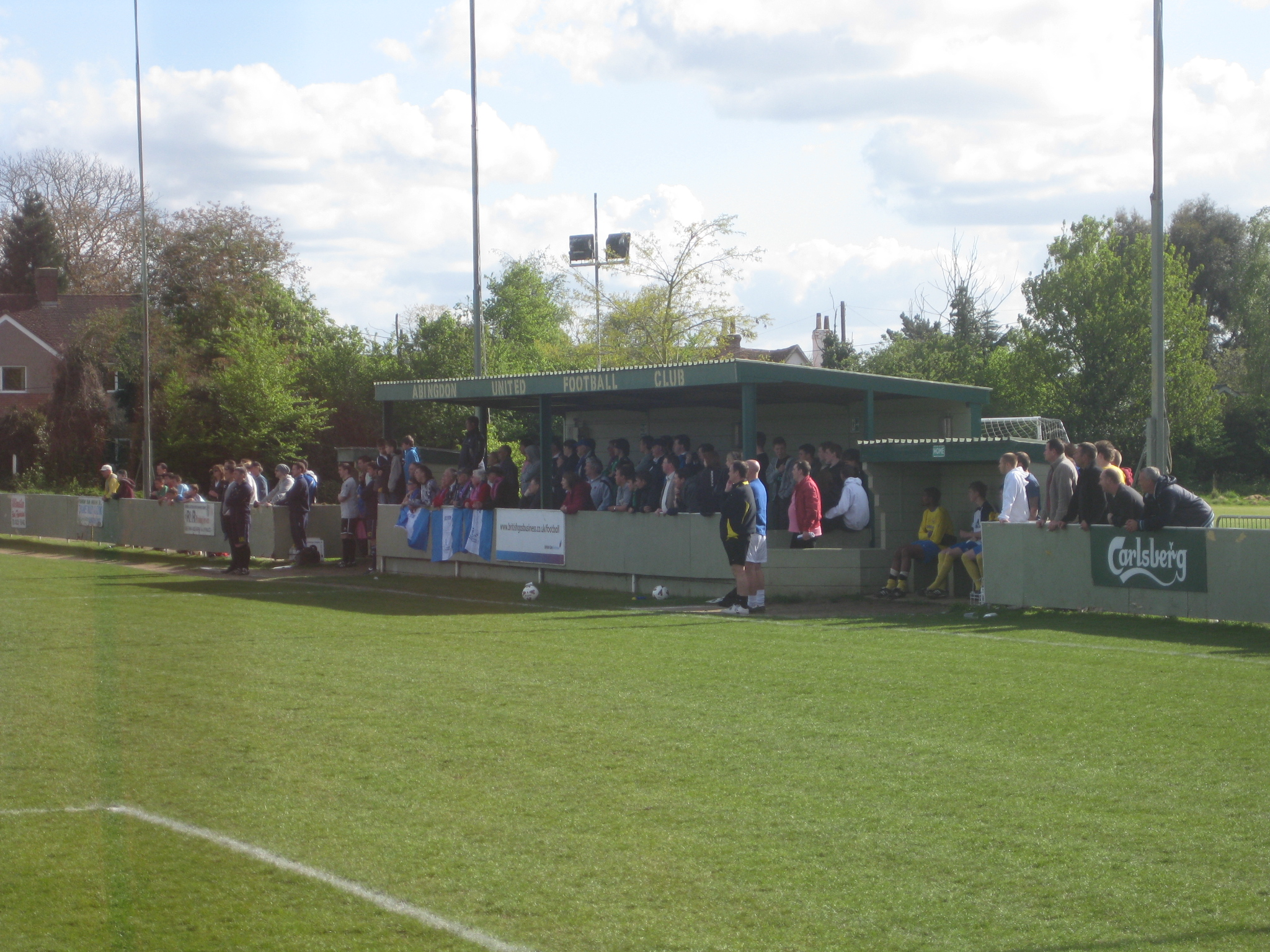
باشگاه فوتبال ابینگدون تاون

باشگاه فوتبال ابینگدون تاون (به انگلیسی: Abingdon Town Football Club) یک باشگاه فوتبال در شهر ابینگدن، آکسفوردشایر، کشور انگلستان است که در سال ۱۸۷۰ میلادی تأسیس شده‌است.